# Canvasback
Canvasback of Canvasback Music is een Amerikaans platenlabel. Het label werd in 2006 opgericht door Steve Ralbovsky. Het label is diverse malen van de hand gedaan en is sinds 2009 een imprint van Warner Music Group.

## Geschiedenis
In 2006 werd het label opgericht door Ralbovsky die tevens door Sony Music Label Group werd aangesteld als Senior Vice President of A&R. De organisatie plaatse het label als imprint onder Columbia, sinds 1988 een dochteronderneming van Sony Music Entertainment. Het debuutalbum van het label in 2007 was de muziek van de film Once met Glen Hansard. Het nummer Falling Slowly won in 2008 een Oscar in de categorie Best Original Song, het album werd genomineerd voor een Grammy Award in de categorie Best Compilation Soundtrack Album for Motion Picture, Television or Other Visual Media.
In 2009 ging Canvasback een partnerschap aan met Atlantic Records. Een onderdeel van de overeenkomst was de overstap van Ralbovsky's managementbedrijf Beekeeper Artists naar Atlantic. Het debuutalbum onder de Canvasback/Atlantic-vlag werd Reservoir van de Zweeds-Britse band Fanfarlo.
In 2010 werd Canvasback weer een imprint, ditmaal van Warner Music Group. Onder WMG heeft het label artiesten gecontracteerd als Alt-J en Frightened Rabbit.

## Externe websites
- (en)  Officiële website
- (en)  Canvasback op Discogs

- MusicBrainz: d563e39c-2779-456e-ad6a-3703365ab3bc